# شهرستان دوکان
شهرستان دوکان (به عربی: دوکان) یک منطقهٔ مسکونی در عراق است که در استان سلیمانیه واقع شده‌است.